# Wintersville (Ohio)
Wintersville es una villa ubicada en el condado de Jefferson en el estado estadounidense de Ohio. En el Censo de 2010 tenía una población de 3924 habitantes y una densidad poblacional de 485,75 personas por km².

## Geografía
Wintersville se encuentra ubicada en las coordenadas 40°22′41″N 80°42′36″O / 40.37806, -80.71000. Según la Oficina del Censo de los Estados Unidos, Wintersville tiene una superficie total de 8.08 km², de la cual 8.08 km² corresponden a tierra firme y (0%) 0 km² es agua.

## Demografía
Según el censo de 2010, había 3924 personas residiendo en Wintersville. La densidad de población era de 485,75 hab./km². De los 3924 habitantes, Wintersville estaba compuesto por el 91.44% blancos, el 6.4% eran afroamericanos, el 0.08% eran amerindios, el 0.84% eran asiáticos, el 0% eran isleños del Pacífico, el 0.13% eran de otras razas y el 1.12% pertenecían a dos o más razas. Del total de la población el 0.92% eran hispanos o latinos de cualquier raza.